# Guioa venusta
Espèce
Statut de conservation UICN

 VU D2 : Vulnérable
Guioa venusta est une espèce de plantes de la famille des Sapindaceae.

## Publication originale
- Sitzungsberichte der Mathematisch-Physikalischen Classe (Klasse) der K. B. Akademie der Wissenschaften zu München 9: 609. 1879.